# Damián Santín
Damián Santín, vollständiger Name Sergio Damián Santín Francia, (* 22. September 1980 in Cúcuta, Kolumbien) ist ein ehemaliger uruguayischer Fußballspieler.

## Karriere

### Vereine
Der 1,87 Meter große Defensivakteur Santín ist der Sohn des ehemaligen Fußballspielers Sergio „Bocha“ Santín. Er stand zu Beginn seiner Karriere im Jahr 2000 in Reihen des Club Atlético Basáñez. In den beiden Folgejahren war er Spieler von Deportivo Maldonado. 2003 war er für Villa Española aktiv. In den Jahren 2004 und 2005 gehörte er dem Kader des Club Atlético Rentistas an, für den er in der Saison 2004 in 26 Partien der Primera División auflief und einen Treffer erzielte. In der Folgespielzeit 2005 kam er 14-mal (kein Tor) in der Liga zum Einsatz. In der ersten Jahreshälfte 2006 war der argentinische Verein Instituto sein Arbeitgeber. Von dort wechselte er im August 2006 zum Danubio FC. Bei den Montevideanern gewann er in der Saison 2006/07 die uruguayische Meisterschaft und trug dazu mit sechs Ligaeinsätzen bei. In der Apertura 2007 folgten drei weitere Erstligaeinsätze für den Klub, für den ihm ein Ligator versagt blieb. In der Clausura 2008 bei Centro Atlético Fénix unter Vertrag stehend bestritt er sechs Erstligabegegnungen (kein Tor). Zur Apertura 2008 schloss er sich erneut Villa Española an und absolvierte in dieser Halbserie zwölf Erstligapartien (ein Tor). Ende Dezember 2008 verpflichtete ihn der brasilianische Klub Caxias. Bei den Brasilianern kam er in elf Spielen (kein Tor) der „Gaucho 1. Div.“ zum Einsatz. Ab Anfang Juli 2009 setzte er seine Karriere beim Club Olimpo in Argentinien fort. Dort lief er 33-mal in der Primera B Nacional auf und traf dreimal ins gegnerische Tor. Mitte Juni 2010 wechselte er zu Atlético Nacional. Bei den Kolumbianern bestritt er neun Erstligaspiele (kein Tor). Ab Mitte Januar 2011 folgte eine Karrierestation bei Bella Vista. Saisonübergreifend kam er bei den Montevideanern bis zum Ende der Spielzeit 2011/12 17-mal (ein Tor) in der höchsten uruguayischen Spielklasse und zweimal (kein Tor) in der Copa Sudamericana 2011 zum Einsatz. Von Mitte 2012 bis in den September 2013 stand er in Reihen des argentinischen Klubs Tristán Suárez, für den er 24 Partien (zwei Tore) in der Primera B Metropolitana und drei Spiele (kein Tor) der Copa Argentina absolvierte. Seit Mitte September 2013 gehört er zum dritten Mal in seiner Laufbahn dem Kader Villa Españolas an. Er stieg mit dem Klub in der Saison 2013/14 aus der Segunda División Amateur in die Segunda División auf. Dort lief er in den beiden folgenden Spielzeiten 33-mal in der Liga auf und schoss vier Tore. Zur Zwischenspielzeit 2016, mit der wieder vom jahresübergreifenden europäischen System auf jahresgebundene Saisons umgestellt wurde, folgte der Aufstieg in die Primera Division. Während der Saison 2016 wurde er achtmal (kein Tor) in der höchsten uruguayischen Spielklasse eingesetzt. Am Ende der Saison 2016 beendete der Abwehrspieler seine Spielerkarriere.

### Erfolge
- Uruguayischer Meister: 2006/07